# Universitas Diponegoro
Universitas Diponegoro – indonezyjska uczelnia publiczna w mieście Semarang (prowincja Jawa Środkowa). Została założona w 1957 roku.

## Wydziały
- Fakultas Ekonomika dan Bisnis
- Fakultas Hukum
- Fakultas Ilmu Sosial dan Ilmu Politik
- Fakultas Kedokteran
- Fakultas Perikanan dan Ilmu Kelautan
- Fakultas Peternakan dan Pertanian
- Fakultas Psikologi
- Fakultas Sains dan Matematika
- Fakultas Teknik
- Fakultas Ilmu Budaya
- Fakultas Kesehatan Masyarakat
- Sekolah Vokasi
- Sekolah Pascasarjana

Źródło: